# Parc national d'Ytre Hvaler
Vous lisez un « bon article » labellisé en 2011.
Le parc national d'Ytre Hvaler (en norvégien : Ytre Hvaler nasjonalpark) est un parc national du sud-est de la Norvège, à la frontière avec la Suède. Situé dans les communes de Hvaler et de Fredrikstad dans le Comté d'Østfold, le parc couvre 354 km2 principalement maritimes de la partie extérieure de l'archipel de Hvaler et se prolonge du côté suédois par le parc national de Kosterhavet. Le parc fut inauguré en 2009, simultanément avec son voisin suédois, devenant le premier parc national marin de Norvège.

## Description
Le parc est caractérisé par une profonde fosse, atteignant une profondeur de 460 m et parcourue par des courants océaniques offrant des conditions de vie idéales pour un grand nombre d'organismes marins. En particulier, plusieurs récifs coralliens d'eau froide de l'espèce Lophelia pertusa sont présents, dont un de 1 200 m de long, étant ainsi le plus grand récif d'eau froide côtier découvert dans le monde. Le parc compte aussi un grand nombre d'oiseaux de mer, ainsi qu'une importante population de phoques.
Les hommes sont présents dans la zone depuis le retrait des glaces après la dernière glaciation. Plusieurs traces de l'occupation de l'archipel durant l'âge du bronze sont visibles dans le parc, tels que des cairns ou des labyrinthes. À l'époque des Vikings et au Moyen Âge, l'archipel est principalement occupé de façon saisonnière, en lien avec les stocks de poissons. La population fixe vit à la fois de la pêche et de l'agriculture en relative autarcie. En 1658, la zone devient frontalière avec la Suède, et le fort d'Akerøy est alors construit, pour protéger la ville de Fredrikstad. Avec le temps, les activités de la mer deviennent primordiales pour les populations, dépassant l'agriculture, et de nombreux phares sont installés sur les îles de l'archipel.
De nos jours, le parc est un important site touristique, avec un grand nombre d'activités possibles allant de la baignade à l'escalade, en passant par la plaisance, la plongée sous-marine et la randonnée pédestre. La pêche est encore autorisée, mais soumise à des règles afin de préserver l'environnement unique du parc.

## Toponymie
Le nom Ytre Hvaler a été choisi lors de la création du parc et signifie la partie extérieure (Ytre) de l'archipel de Hvaler. La commune de Fredrikstad souhaitait que son nom apparaisse dans le nom du parc, mais a admis que ceci serait trop lourd. Le nom Hvaler proviendrait du vieux norrois Hvalir, signifiant baleines, en référence aux baleines qui nagent dans les eaux de la commune. Une autre hypothèse est que le nom dériverait de varder, signifiant cairn.

## Géographie

### Localisation et frontières
Le parc national d'Ytre Hvaler est situé dans le comté d'Østfold, au sud-est de la Norvège. Il est en majeure partie (94 %) dans la commune de Hvaler, l'autre se trouve dans la commune de Fredrikstad. Il protège la partie extérieure de l'archipel de Hvaler, ainsi qu'une vaste étendue maritime autour, si bien que sur les 354 km2 que couvrent le parc national, 340 km2 sont maritimes. Sa frontière sud est constituée par la frontière avec la Suède et le parc national de Kosterhavet. Les parties sauvages de l'archipel intérieur sont aussi comprises dans le parc, en particulier du côté des îles Lauer, Papper, Herføl, Kirkøy, Asmaløy, Spjærøy et Vesterøy. Le parc est relativement proche d'agglomérations à forte densité de population, telles que Fredrikstad, mais aussi Oslo et Göteborg, toutes deux situées à environ 150 km.

### Relief

Carte du parc et de son voisin Kosterhavet.

Le parc présente un paysage insulaire de relativement faible altitude, le point culminant de l'archipel étant Bankerødkollen à 72 m et le point culminant du parc est à environ 64 m. Les îles sont relativement petites, les plus grandes de l'archipel de Hvaler (telles que Vesterøy, Asmaløy, Kirkøy…) n'étant que partiellement incorporées au parc. La plus grande île totalement contenue est Akerøya, d'une superficie de 1,6 km2, et beaucoup d'îles ne sont en fait que des rochers émergeant de l'eau (skjær). Le relief des îles est marqué par des sommets rocheux escarpés alternant avec des zones plus plates de terrains sédimentaires.
Le relief sous-marin est marqué par l'extrémité sud-est de la longue fosse norvégienne longeant la côte sud du pays. Dans le parc, celle-ci atteint une profondeur de 460 m (à comparer au moins de 100 m de profondeur moyenne de la mer du Nord). Cette fosse se ramifie, une partie allant vers le sud et le parc national de Kosterhavet, une partie se dirigeant vers le nord et le fjord d'Oslo. Outre cela, la topographie sous-marine ressemble à la partie émergée, avec des sommets rocheux entre lesquelles s'étendent des zones couvertes de sédiments.

### Climat
Le parc, tout comme l'ensemble de la côte sud norvégienne, jouit d'un des meilleurs ensoleillements du pays. Les précipitations y sont nettement moindres que sur la côte ouest, cette dernière étant exposée à l'humidité apportée par l'océan et le Gulf Stream.
| Mois                     | jan. | fév. | mars | avril | mai  | juin | jui. | août | sep. | oct. | nov. | déc. | année |
| ------------------------ | ---- | ---- | ---- | ----- | ---- | ---- | ---- | ---- | ---- | ---- | ---- | ---- | ----- |
| Température moyenne (°C) | −2   | −2   | 0,5  | 4,6   | 10,6 | 15,5 | 16,5 | 16   | 12   | 8    | 3    | −0,5 | 6,9   |
| Précipitations (mm)      | 50   | 40   | 45   | 45    | 55   | 60   | 60   | 80   | 85   | 100  | 85   | 60   | 765   |

### Hydrographie
Le parc est situé le long de la côte du Skagerrak qui, avec le Cattégat plus au sud, forme une série de détroits reliant la mer du Nord à la mer Baltique. Il s'agit donc d'une importante zone d'échange entre les deux mers, avec deux courants marins importants. Le premier est un courant profond d'eau salée (35 ‰) transitant en particulier dans la fosse norvégienne. Ce courant suit alors le relief, se divisant au milieu du parc entre une partie se dirigeant vers le nord dans le fjord d'Oslo et une partie allant vers le sud dans la fosse de Koster. Le deuxième est un courant de surface (jusqu'à environ 25 m) en provenance de la Baltique, particulièrement important au printemps et au début de l'été, lié à la fonte des neiges alimentant les fleuves se jetant dans la Baltique. La mer Baltique ayant une salinité faible en particulier à cette période, ceci provoque un important adoucissement des eaux de surface dans le parc allant parfois jusqu'à moins de 10 ‰. Un autre facteur physique majeur apportant des eaux douces au parc est l'embouchure de la Glomma à proximité immédiate du parc, du côté de Fredrikstad. Ce fleuve a un débit moyen d'environ 700 m3/s, ce qui en fait le plus puissant de Scandinavie.

## Géologie

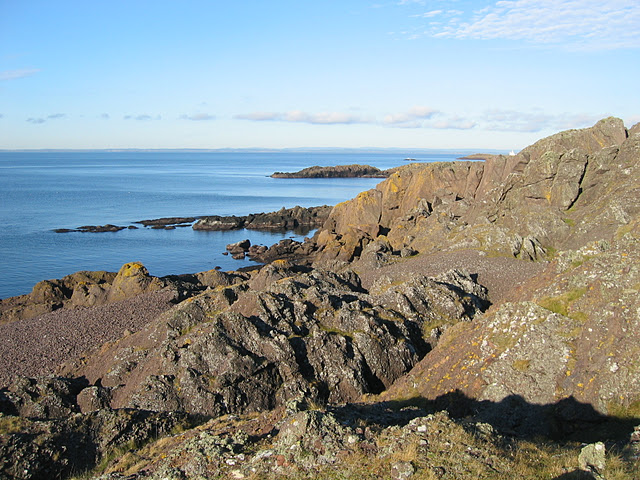
Les îles Søster ont une géologie différente du reste de l'archipel.

L'archipel intérieur est principalement composé d'une forme de granite appelée granite d'Iddefjord (appelé granite de Bohus du côte suédois). Ce granite est relativement récent, formé il y a environ 900 Ma. Dans l'archipel extérieur au contraire, se trouve du gneiss parfois d'origine sédimentaire et parfois granitique. Il est bien plus ancien, datant probablement d'il y a 1 800 millions d'années. La frontière entre les deux est une longue faille, liée au rift d'Oslo et datant d'il y a 300 Ma. Cette faille est aussi responsable de la formation de la fosse de Hvaler. Le rift d'Oslo est aussi responsable de la formation d'un conglomérat de porphyre rhombique, une roche très rare dans le monde. Ces conglomérats apparaissent au nord du parc, autour des îles Søster et Struten.
Si une grande partie du parc est constituée de ces roches affleurantes, des dépôts sédimentaires, tels que de l'argile, du limon ou du sable sont aussi présents entre les sommets rocheux, mêlés parfois avec des coquilles,. Ces sédiments ont été déposés alors que la zone était immergée, à des endroits abrités du courant. En effet, depuis le retrait des glaciers il y a environ 10 000 ans, la zone a subi un rebond post-glaciaire atteignant au maximum 170 m. Les îles n'ont donc émergé qu'il y a quelques milliers d'années. Une autre conséquence des glaciations est la moraine de Hvaler, que l'on peut apercevoir du côté de l'archipel intérieur.

## Milieu naturel

### Partie émergée

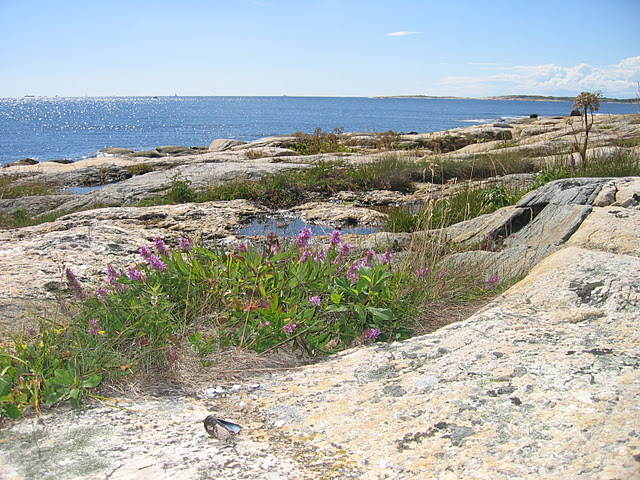
Végétation caractéristique du parc, ici à Landfasten.

Le paysage insulaire est principalement ouvert, du fait des conditions climatiques et aussi de la pâture. Il est en grande partie constitué d'une lande côtière, en particulier sur l'île d'Asmaløy. Sont présentes en particulier des espèces telles que la bruyère callune (Calluna vulgaris), du saule rampant (Salix repens), du genévrier commun (Juniperus communis), de la silène des rochers (Silene rupestris) et de la petite oseille (Rumex acetosella). Dans les zones plus riches ou plus humides, poussent en plus de la laîche bleuâtre (Carex panicea), du géranium sanguin (Geranium sanguineum), du muguet de mai (Convallaria majalis), de l'inule à feuilles de saule (Inula salicina), de la centaurée jacée (Centaurea jacea ), de la reine-des-prés (Filipendula ulmaria) et de la benoîte des ruisseaux (Geum rivale). De nos jours, ces zones tendent à être envahies par des genévriers ainsi que des pins et feuillus, mais le processus est lent. Au moins 32 espèces de plantes vasculaires présentes dans le parc sont sur la liste des espèces menacées en Norvège et plusieurs ne se retrouvent presque qu'exclusivement dans le parc, telle que l'orchis à un bulbe (Herminium monorchis) et font donc l'objet d'une protection spéciale. De la même façon, cinq espèces de lichens, en particulier du genre Cladonia, neuf espèces de champignons et deux espèces de mousses présentes dans le parc sont autrement rares dans le pays.
Outre la partie sous-marine, le parc est surtout connu pour sa riche avifaune, fortement étudiés par les ornithologues. C'est en particulier un site important pour les oiseaux de mer, à la fois durant la mue, la migration et l'hivernage. Le parc compte par exemple environ 13 000 specimens d'eider à duvet (Somateria mollissima), plusieurs milliers de macreuses noires (Melanitta nigra), mais aussi une riche population d'harelde kakawi (Clangula hyemalis), de macreuse brune (Melanitta fusca), ainsi que de plongeons, de cormorans, d'ansérinés... Le parc compte en particulier 31 espèces rares en Norvège, telles que le guillemot à miroir (Cepphus grylle) (une trentaine de couples), la sterne pierregarin (Sterna hirundo) (plusieurs centaines de couples) ou le labbe parasite (Stercorarius parasiticus).

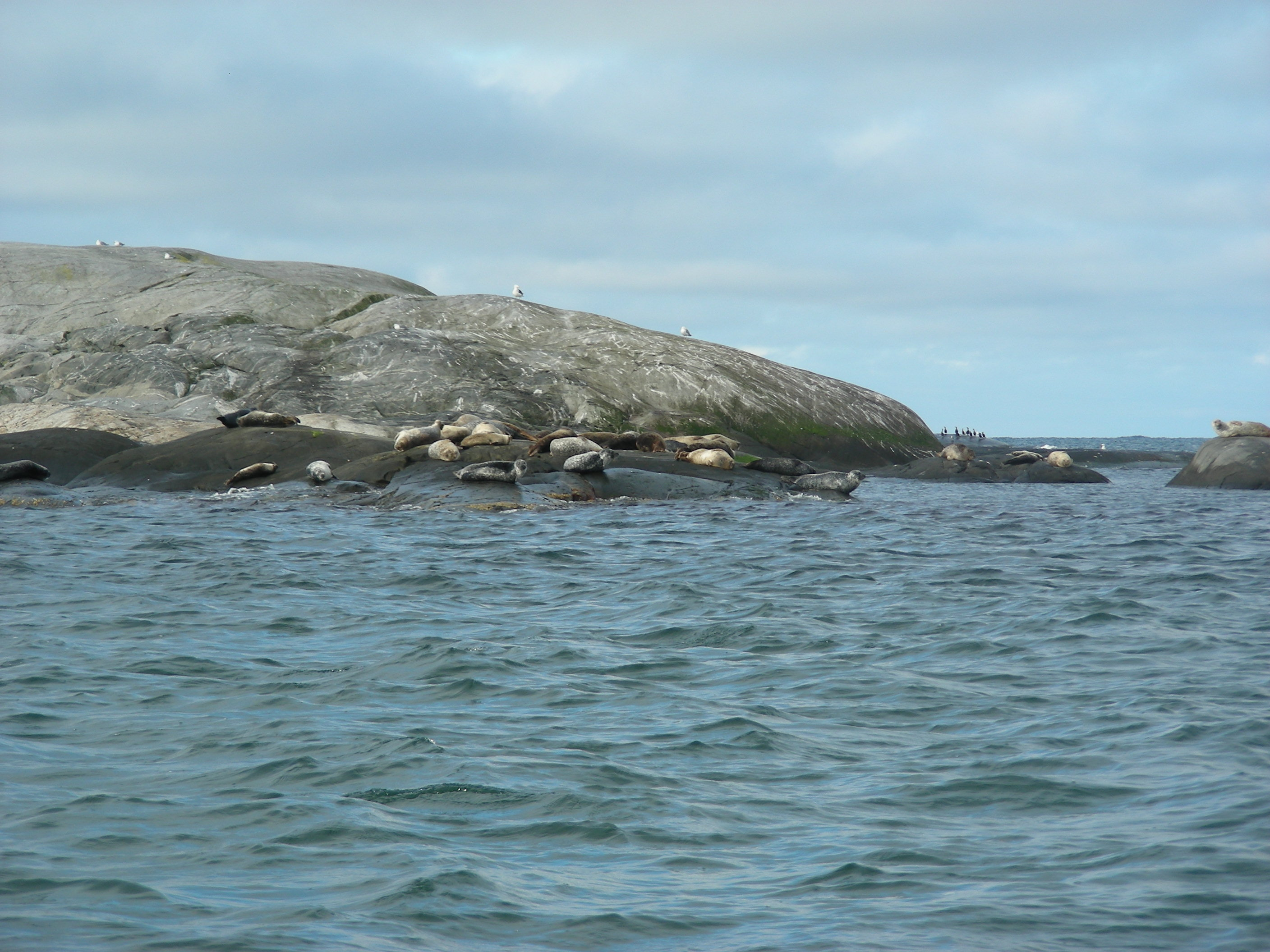
Phoques dans le parc voisin de Kosterhavet.

Le parc est aussi renommé pour son importante population de phoques. Il constitue ainsi le site le plus important de tout le Skagerrak et le fjord d'Oslo pour le phoque commun (Phoca vitulina) avec entre 480 et 640 individus. Ils sont facilement observables dans la zone Tisler-Heia-Torbjørnskjær. Le phoque gris (Halichoerus grypus) se montre parfois aussi dans le parc.
Les îles sont également peuplées d'élans (Alces alces) et de chevreuils (Capreolus capreolus), ces derniers appréciant particulièrement la mosaïque de terrains présents dans l'archipel. Parmi les plus petits mammifères, est rapportée la présence du vison d'Amérique (Neovison vison), qui est une espèce étrangère et invasive et représente une menace pour les oiseaux marins. Elle n'est pas présente sur les îles les plus éloignées, mais malgré la chasse de l'espèce, elle se maintient sur les îles les plus proches de la côte, se réimplantant principalement en automne. Le renard roux (Vulpes vulpes) peut aussi menacer les oiseaux lorsqu'il s'établit sur les îles lorsque la mer gèle, mais il s'agit d'une espèce naturellement présente.

### Partie immergée

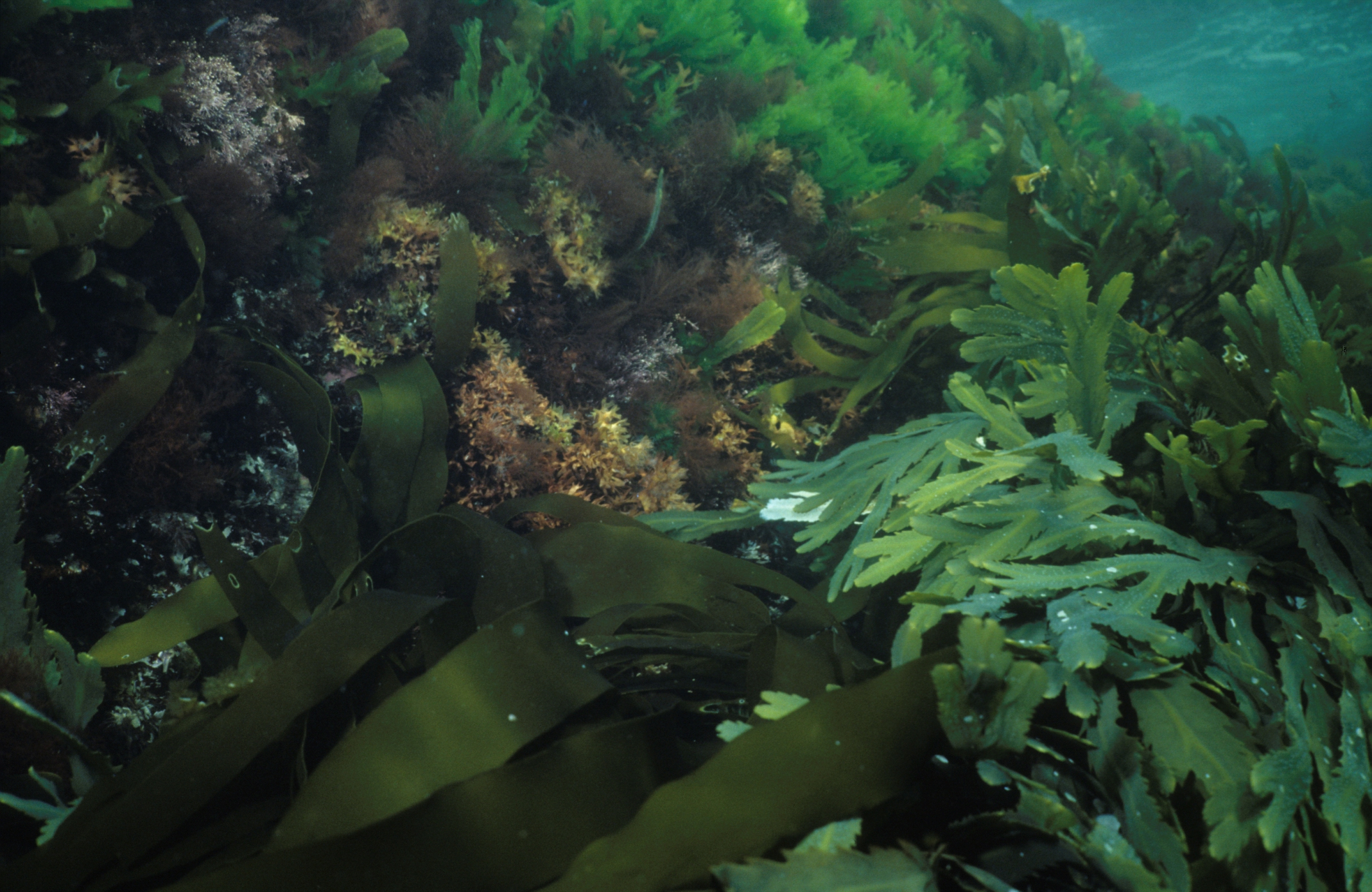
Forêt d'algues non loin du parc.

La partie marine du parc présente une vaste diversité d'écosystèmes, ce qui est dû à la grande variété de profondeurs et de salinités, ainsi qu'à la diversité de substrats allant des fonds sédimentaires aux fonds rocheux.
Les zones peu profondes (entre 0 et 30 m) correspondent à la zone photique : la lumière du Soleil permet aux plantes et bactéries de réaliser la photosynthèse. Cette zone est relativement étagée. Près des côtes, dans les parties sableuses, se développent typiquement des arénicoles (Arenicola marina), des myes communes (Mya arenaria), des couteaux, des coques communes (Cerastoderma adule), des pieds de pélican (Aporrhais pespelecani), des étoiles de mer (Asteroidae) et des oursins (Echinoidea). Dans les autres zones à sol sédimentaires, se trouvent en plusieurs endroits des prairies sous-marines (forêts d'algues), composées principalement de zostère marine (Zostera marina), constituant d'importants abris en particulier pour les alevins. Ce type de milieu est considéré comme un milieu menacé par la convention internationale OSPAR. Des bancs d'huîtres plates (Ostrea adulais), une espèce relativement rare en Norvège et en déclin en Europe, est présente ce qui justifie sa désignation par l'OSPAR comme un habitat menacé. En 2009, l'huître japonaise (Crassostrea gagas) fut observée pour la première fois dans le parc. Cette espèce étrangère pourrait à terme constituer une menace pour l'huître européenne dans le parc. En plus des différentes algues, la communauté autotrophe est dominée par le phytoplancton comme les diatomées et les dynophytes et les cyanobactéries.

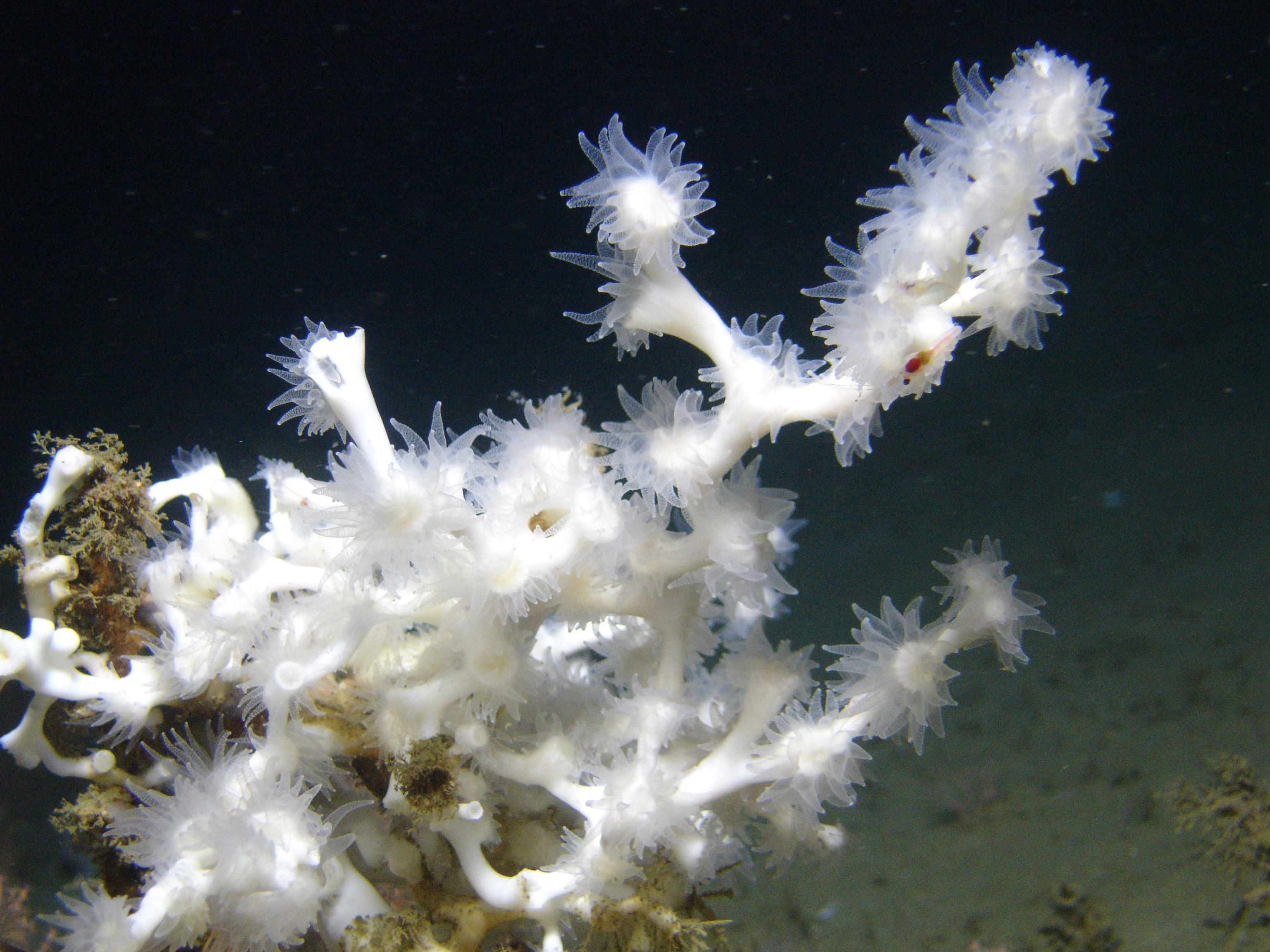
Un corail Lophelia pertusa.

Les zones où le fond est rocheux constituent un type de paysage présent en particulier autour de Heia et Torbjørnskjær. Cette zone est globalement très similaire à celle du Kosterhavet et autour des îles Väder, mais elle est plus exposée aux courants et aux conditions climatiques extrêmes, mais en contrepartie possède un meilleur accès aux nutriments. Cette zone est le terrain de prédilection des macroalgues et en particulier de laminaire nordique (Laminaria hyperborea). Ces forêts d'algues constituent un important support pour une vie animale riche, bien que relativement courante sur les côtes norvégiennes.
Dans les zones profondes, la lumière ne permet plus le développement des espèces autotrophes en dehors des espèces filtreuses. À cette profondeur, ce sont des conditions océaniques qui prédominent, avec une salinité supérieure à 34 ‰ et une température relativement constante de 5 à 7 °C. Ce sont les milieux les plus exceptionnels et aussi les plus rares. Même si la fosse de Hvaler est le prolongement direct de la fosse de Koster, et présentant naturellement les mêmes milieux, la faune y est sensiblement plus riche, ce qui est attribué à un moindre chalutage du côté norvégien.

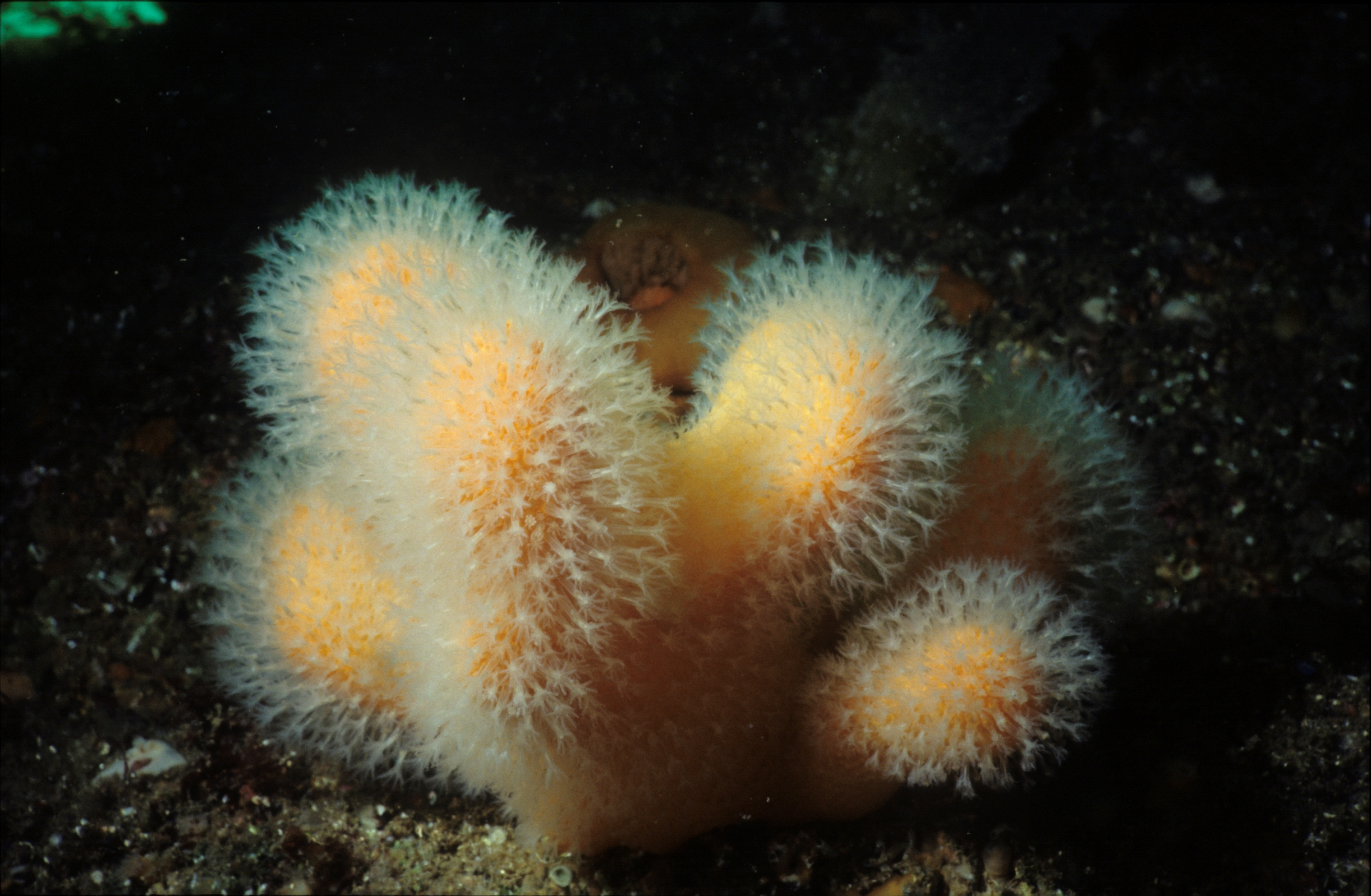
Alcyonium digitatum dans les fonds de Kosterhavet.

C'est surtout sur les fonds rocheux que la richesse de la faune est la plus marquée, avec avant tout de nombreuses éponges et ascidies. Pour les éponges, il s'agit principalement de la Geodia barretti et de l'éponge calice (Phakellia ventilabrum), mais la sabelle (Sabella pavonina) et les Serpulidae sont également fréquents. Souvent, ces zones rocheuses subissent d'importants courants, ce qui explique l'absence de sédimentation et fournit aussi des conditions idéales pour les animaux filtreurs. Les écosystèmes les plus emblématiques du parc sont les récifs coralliens d'eau froide, formés en particulier par l'espèce Lophelia pertusa, même si localement, vivent aussi Paragorgia arborea ou d'autres espèces. Ces coraux se retrouvent dans le parc en trois zones : Søster, Fjellknausene et au nord de Tisler, regroupant en tout 15 récifs vivants, de tailles variables. Particulièrement notable est le récif de Tisler qui, avec ses 1 200 m de long, est un des plus grands récifs coralliens côtiers du monde. C'est le seul récif connu de Lophelia pertusa de couleur jaune. Les récifs du parc ont aussi la particularité d'être relativement peu profonds, atteignant jusqu'à 74 m de profondeur alors qu'ils sont en général entre 200 et 1 800 m dans l'océan Atlantique par exemple. Ces récifs constituent grâce à leur structure tri-dimensionnelle un milieu de vie très riches pour de nombreuses espèces.
En ce qui concerne les poissons, le parc national est représentatif du reste de la côte du Skagerrak. Les principales espèces rencontrées sont le gobie des sables (Pomatoschistus minutus), le gobie noir (Gobius niger), le crénilabre mélops (Symphodus melops et la morue de l'Atlantique (Gadus morhua). Parmi les autres espèces également présentes peuvent être cités le merlan (Merlangius merlangus), le cténolabre (Ctenolabrus rupestris), le gobie nageur (Gobiusculus flavescens). Cinq espèces sont classées sur la liste des espèces menacées en Norvège : l'anguille d'Europe (Anguilla anguilla) et l'aiguillat commun (Squalus acanthias) classées comme en danger critique tandis que le sprat (Sprattus sprattus), la lingue blanche (Molva molva) et la lingue bleue (Molva dypterygia) sont classées comme quasi menacées. À un niveau moins local, l'anguille, la morue, le saumon atlantique (Salmo salar) et l'aiguillat commun se trouvent également sur la liste OSPAR des espèces marines menacées ou en déclin. Ces espèces partagent leur milieu avec plusieurs cétacés, dont en particulier le marsouin commun (Phocoena phocoena) qui s'observe facilement.
Le parc est particulièrement riche en crustacés, dont en particulier la crevette nordique (Pandalus borealis), la langoustine commune (Nephrops norvegicus), le crabe dormeur (Cancer pagurus) et le homard européen (Homarus gammarus), ce dernier étant considéré comme quasi menacé en Norvège.

## Histoire

### Préhistoire et Moyen Âge
Le niveau de l'eau était plus haut à l'âge de la pierre, ce qui fait que l'archipel actuel n'était qu'en partie émergé et n'était donc pas propice à une installation permanente. Des éclats de silex datés du mésolithique ont tout de même été trouvés sur l'île de Vesterøy. Les hommes ont donc traversé la région dès le retrait des glaces. Des reliques datant de la fin de l'âge de la pierre ont été trouvées sur Vesterøy et Asmaløy, mais toujours pas dans l'enceinte même du parc. Sur les sommets rocheux des îles, se retrouvent fréquemment des cairns usuellement datés de l'âge du bronze/âge du fer, tout comme des sortes de labyrinthes (Trojaborg) trouvés sur Tisler ou sur Brattholmen.
De nombreuses ruines d'habitation ont été trouvées à de nombreux endroits dans l'archipel. De nombreuses hypothèses ont été proposées quant à leur date et fonction, mais il semblerait qu'un grand nombre d'entre elles auraient été construites à l'âge des Vikings et au début du Moyen Âge, en lien avec la pêche saisonnière. L'église de Hvaler, datant du XIIe siècle, aurait alors été construite pour ces pêcheurs saisonniers, ce qui permet de comprendre sa taille, étant disproportionnée comparée à la population permanente que devait avoir les îles à l'époque.

### Époque moderne

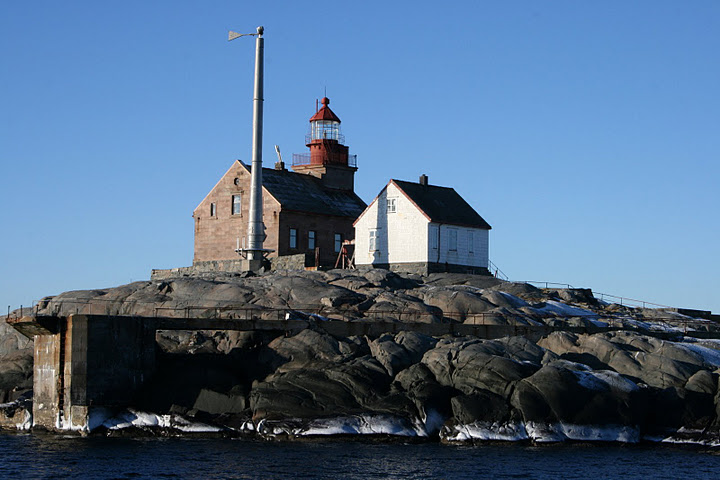
Phare de Torbjørnskjær.

Les ressources dans l'archipel étaient limitées et pour subsister, les familles pratiquaient à la fois l'agriculture, l'élevage et la pêche. Les tâches étaient clairement réparties entre les hommes et les femmes, ces dernières s'occupant de la ferme tandis que les premiers s'attelaient à la pêche. Avec l'augmentation de la population et la division de surfaces de champs, les populations se spécialisèrent petit à petit vers les activités liées à la mer, telles que la pêche, le transport maritime et la construction navale. Les gens vivaient à l'époque essentiellement en autarcie, produisant tout ce dont ils avaient besoin, que ce soit la nourriture ou les objets utiles (vêtements, bateaux...).
Un des sites historiques les plus notables du parc est le fort d'Akerøy. Dans des documents du roi Christian IV de Danemark relatifs aux fortifications du pays pendant la guerre de Kalmar, au début du XVIIe siècle, Akerøy est indiqué comme un port d'importance stratégique pour la protection de Fredrikstad. Avec le traité de Roskilde, en 1658, la Norvège perd le Bohuslän et Hvaler devient une zone frontalière. À partir de 1664 commença alors la construction du fort, comme la partie extérieure des fortifications de la ville. Ce fort était défendu par 150 personnes et 27 canons. Le fort n'eut jamais de grande importance et, en 1807, durant les guerres napoléoniennes, lorsque la Norvège entra en guerre contre la Suède, le fort fut démoli par les Norvégiens pour éviter qu'il ne serve aux Suédois.
Durant le XIXe siècle, le transport maritime était une des principales activités des habitants, employant en 1865 près de la moitié des hommes de l'archipel. Plusieurs phares y furent alors construits, tel que les phares de Homlungen en 1867, de Torbjørnskjær en 1872, de Fugletangskjær et de Papperhavn (Lyngholmen) en 1897. À partir de la fin du XIXe siècle, l'exploitation des carrières devint une activité importante dans l'archipel.
Au cours du XXe siècle, plusieurs petites îles de l'archipel se dépeuplèrent. Ainsi, Tisler et Akerøy par exemple, qui étaient probablement habités depuis l'âge du bronze ont vu leurs derniers habitants respectivement en 1939 et 1945.
En plus des reliques de l'histoire émergées, le site compte une cinquantaine d'épaves. Parmi celles-ci, peuvent être citées la frégate Lossen, d'une trentaine de mètres de long, construite en 1684 et échouée en 1717 lors d'une tempête près de Vesterøy. Plus récemment, l'épave de l'Albatros, un torpilleur allemand lancé en 1926 et coulé par les Norvégiens le 10 avril 1940 lors de la campagne de Norvège.

### Protection

Logo du parc national.

En 1978, quatre réserves naturelles ont été établies dans l'actuelle superficie du parc : Akerøya, Heia, Møre et Søndre Søster. Dans le plan directeur de création de parcs nationaux de 1986, l'autorité Statens Naturvernråd fit remarquer le besoin de protéger des zones côtières et d'archipel dans la partie extérieure du fjord d'Oslo. Le comté d'Østfold proposa alors d'établir une aire protégée dans l'archipel de Hvaler et Fredrikstad. Ce projet fut relayé dans le plan de création de parcs nationaux de 1992. En parallèle, le pays étudia la possibilité de créer des aires marines protégées dans le pays et proposa 48 sites, dont un sur la côte de l'Østfold. Le processus de création du parc commença réellement en 2004, avec une concertation du comté, des communes et autres organismes concernés, tels que les organisations de pêcheurs. En 2008, la collaboration avec les autorités suédoises et leur projet de parc national à Kosterhavet commença et l'année suivante, les deux parcs furent inaugurés simultanément le 9 septembre par les rois Charles XVI Gustave de Suède et le prince héritier Haakon de Norvège.
Au début 2011, le parc connut un incident lorsque le porte-conteneurs Godafoss de la compagnie Eimskip s'échoua le 17 février dans le parc, relâchant d'importantes quantité de pétrole dans la mer. Le bateau a ensuite rejoint Odense par ses propres moyens, avec une fuite de pétrole qui souilla alors le parc voisin de Kosterhavet et le reste de la côte suédoise sur le chemin, provoquant l'indignation des garde-côtes suédois. Le nettoyage fut rendu difficile par la présence de glaces sur la mer, et des centaines d'oiseaux ont été affectés par le pétrole. Ceci a révélé les dangers que représentent les pétroliers en présence de glaces, et a amené à des réflexions pour éviter que ce genre d'incident ne se reproduise.

## Réglementation
Le parc est divisé en plusieurs zones avec des réglementations différentes, permettant de concilier au mieux la protection de la nature avec les activités touristiques et de pêches. La zone A vise à protéger le fond marin et se situe près des récifs de coraux ; il y est interdit toute activité pouvant abimer le fond marin, tel que l'ancrage, la pose de câbles ou le chalutage. Dans la zone B, présente sur Asmaløy, la chasse est interdite. Les zones C et D, couvrant un grand nombre d'îles de l'archipel et les sections marines les entourant, ont pour but de protéger les oiseaux et les phoques : il est interdit d'y circuler entre le 15 avril et le 15 juillet (période de nidification pour les oiseaux). Enfin, la vitesse est limitée à 5 nœuds dans la zone E, c'est-à-dire autour des principales îles du parc.

## Tourisme

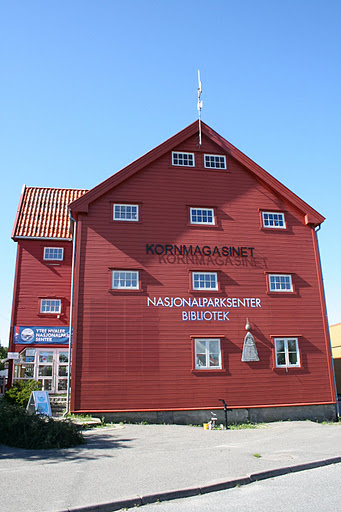
Centre d'information du parc, à Skjærhalden.

L'archipel de Hvaler, que cela soit la partie intérieure ou extérieure, est l'un des sites les plus importants du pays en termes de tourisme côtier. Le site accueille en effet un grand nombre de touristes, en particulier durant la saison estivale, même si de plus en plus de touristes viennent aussi hors saison.
La partie intérieure de l'archipel est accessible par la route départementale (Fylkesvei) 108 depuis Fredrikstad, elle-même facilement accessible par route (route européenne 6) et le train. Les îles d'Herføl, Lauer et Sandøy sont desservies par ferry depuis Skjærhalden, sur l'île de Kirkeøy. Plusieurs parcs de stationnement sont accessibles, même s'ils tendent à être pleins en été. L'accès aux îles de l'archipel extérieur est possible par bateau ou un bateau-taxi. Plusieurs cabines et sites de camping sont disponibles sur l'archipel intérieur.
Les activités touristiques dans le parc sont très variées. Le site est par exemple fréquenté par de nombreuses familles, pratiquant la baignade et le bain de soleil sur la plage. La randonnée pédestre, le cyclisme et le jogging sont aussi très courants, rendus possibles en particulier par un réseau de sentiers de randonnée, dont en particulier le sentier Kyststien. Plusieurs sites du parc sont dignes d'intérêt pour la visite, tel que le fort d'Akerøy, les phares et les sculptures de Rødshue. La navigation est le loisir le plus pratiqué en été, et se décline en de nombreuses variantes, telles que la plaisance, le canoë-kayak, etc.. De nombreux ports de plaisance sont accessibles et les îles ont aussi plusieurs bons ports naturels. La topologie du terrain est aussi très favorable pour l'escalade, en particulier l'escalade libre et le psicobloc. Enfin, la plongée sous-marine est une activité très pratiquée en particulier autour de Tisler, des îles Søster et Lauer, que cela soit pour l'observation de la faune et flore marine ou pour l'observation des épaves.

## Annexe